# Forze armate dell'Iran

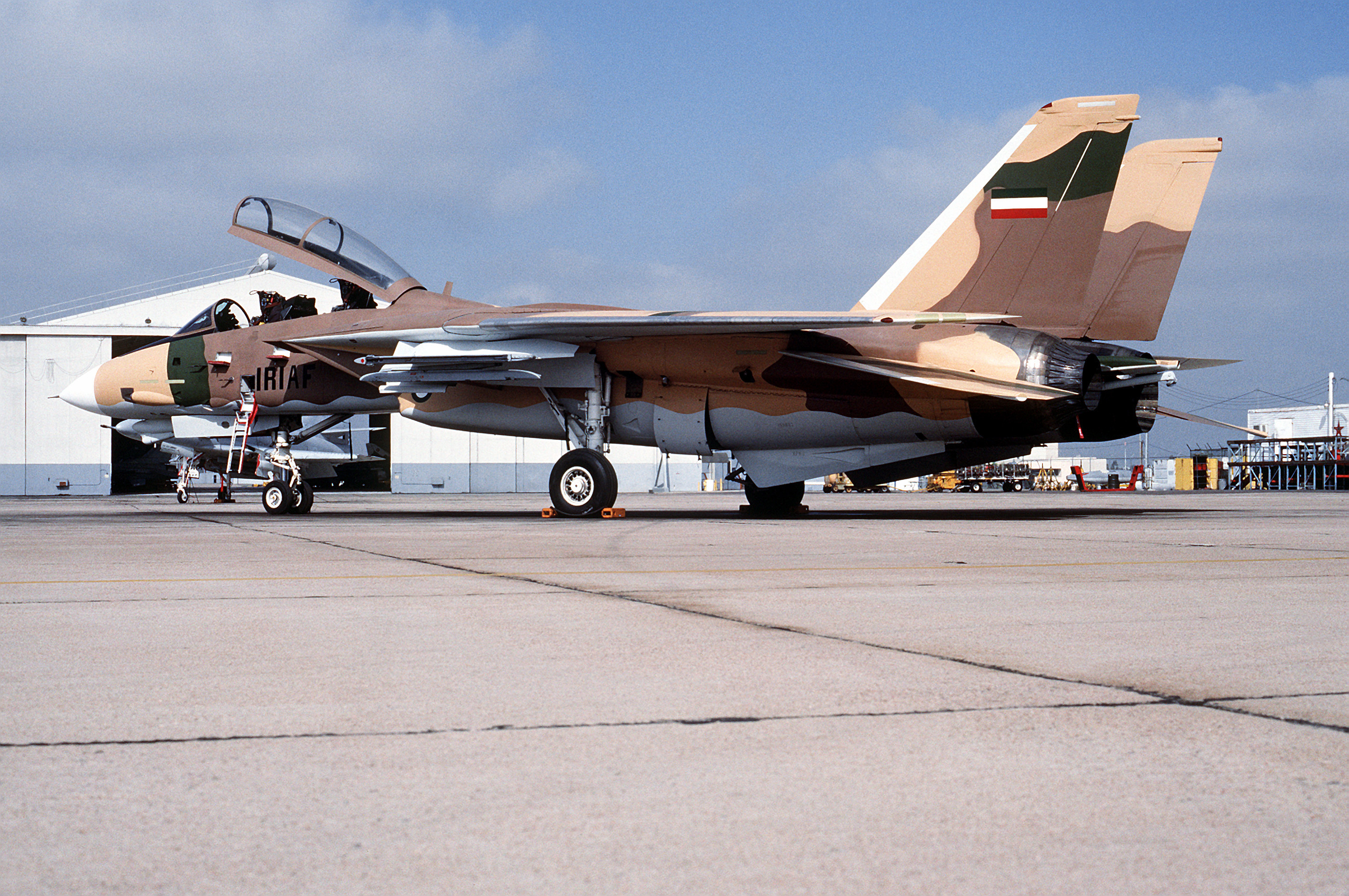
Prima del 1979 gli Stati Uniti consegnarono all'Iran dello scià Reza Pahlavi 79 caccia F-14. Questo Tomcat, in particolare è un aereo americano della United States Navy Fighter Weapons School mimetizzato per sembrare un F-14 iraniano che simula il ruolo di "aggressore"

Le forze armate dell'Iran (in persiano: نيروهای مسلح جمهوری سلامی ایران) sono le forze militari combinate dell'Iran, comprendenti l'Esercito regolare della Repubblica Islamica dell'Iran (Artesh), il Corpo delle guardie della rivoluzione islamica (Sepah, o più comunemente Pasdaran, conosciuti anche con la sigla inglese IRGC) e il Comando di Polizia (Faraja).
Il totale delle forze militari nel 2006 ammontava a circa 945.000 unità attive (cifre che non includono le forze di polizia iraniane).
Tutte le branche delle forze armate iraniane sono sottoposte al Comando del quartier generale delle Forze armate (ستاد کل نیروهای مسلح). Il Ministero della difesa e delle Forze armate è responsabile della pianificazione logistica e del finanziamento delle forze armate e non è coinvolto nel comando operativo sul campo.

## Composizione delle Forze armate dell'Iran

### Forze armate
Le forze armate iraniane sono composte da tre branche, a loro volta suddivise in componenti operative. Secondo le stime le forze armate regolari hanno 820.000 effettivi:
- l'Esercito regolare della Repubblica Islamica dell'Iran ha 650.000 soldati;
  - stati maggiori riuniti (SEMAJA)
  - Forze terrestri (NEZAJA)
  - Forza di difesa aerea (PADAJA/IRIAD) recentemente costituita e derivata dalla IRIAF;
  - Forza aerea (NAHAJA/IRIAF) che conta 100.000 tra aviatori e avieri;[2]
  - Marina militare (NEDAJA/IRIN) ha 70.000 marinai e portuali;

### Guardiani della Rivoluzione Islamica
Il Corpo delle guardie della rivoluzione islamica, noto anche come Pasdaran o Guardiani della Rivoluzione, ha circa 125.000 unità combattenti, divise in cinque branche:
- Esercito dei Guardiani della Rivoluzione Islamica
- Marina dei Guardiani della Rivoluzione Islamica
- Aeronautica dei Guardiani della Rivoluzione Islamica
- Forze Quds o Forze di Gerusalemme (forze speciali)
- Basij

Quella dei Basij è una forza paramilitare, composta da volontari, controllata dalle Guardie della Rivoluzione Islamica. L'entità numerica, l'addestramento, e la motivazione di queste forze sono fatti controversi. Fonti iraniane dichiarano che essa è composta da 12,6 milioni di persone, includendo donne, tra questi attorno a 3 milioni sarebbero da considerare abili al combattimento.
L'Iran dichiara possedere 2.500 battaglioni e di questi alcuni sono personale a tempo pieno. La Globalsecurity menziona uno studio del 2005 eseguito dal CSIS (Center for Strategic and International Studies) che calcola 90.000 membri uniformati a tempo pieno, 300.000 riservisti, e un totale di 1 milione di uomini che possono essere mobilitati se necessario.
L'esercito dell'Iran è stato considerato dal generale John Abizaid come quello più potente del Medio Oriente. Questo generale era a capo dello United States Central Command (Comando Centrale degli Stati Uniti). Comunque il generale Abizaid disse che non metteva nel computo le Israel Defense Forces dal momento che non si trovavano nella sua area di competenza.

## Storia moderna
Quando la Dinastia Pahlavi conquistò il potere nel 1925, in seguito ad anni di guerra contro la Russia, le forze armate persiane che resistevano erano praticamente inesistenti. Il nuovo governante, autoproclamatosi Reza Shah Pahlavi, prontamente avviò lo sviluppo di nuove forze armate. In parte, questo comportò l'invio di centinaia di ufficiali ad accademie militari europee e nordamericane. Inoltre fece arrivare istruttori stranieri per riaddestrare alla guerra moderna le residue milizie esistenti in Iran. In questo periodo venne stabilita la Iranian Air Force e vennero poste le basi fondative per una nuova marina iraniana.
Con scopi opposti di dominazione, durante la seconda guerra mondiale i britannici e i sovietici invasero l'Iran nel 1941. Dopo la II Guerra Mondiale, 1500 soldati iraniani aiutarono il Sultano dell'Oman contro la ribellione del Dhofar dal al 1962-1975. Nel 1971 le forze iraniane assediarono Abu Musa e le isole Tunb.
L'Iran dello Shah Mohammad Reza Pahlavi formò parte delle forze di pace ONU nel Congo (ONUC) negli anni sessanta, e 10 anni dopo, truppe iraniane formano parte del contingente UNDOF nella Alture del Golan.
Nel 1980 l'Iran post-rivoluzionario venne attaccato a sorpresa dalle forze dell'Iraq comandate da Saddam Hussein durante la Guerra Iran-Iraq del 1980-1988. Durante questo conflitto, vi furono alcune scaramucce ed episodi tragici con gli Stati Uniti, tra questi l'abbattimento di un volo di linea iraniano (Volo Iran Air 655, un Airbus A300), da parte dell'incrociatore lanciamissili americano USS Vincennes.
Dal 1987, lo United States Central Command si incaricò di affondare le navi posamine iraniane che cercavano di bloccare le sea lane nel Golfo Persico (Operazione Prime Chance). L'operazione si svolse fino al 1989. Il 18 aprile del 1988, gli U.S.A. eseguirono azioni belliche in risposta al danneggiamento della fregata USS Samuel B. Roberts (FFG-58) da parte di mine iraniane (Operazione Praying Mantis).
L'Iran non ha mai lanciato una guerra di aggressione nella storia moderna, ed i suoi leader formalmente aderiscono ad una dottrina che prescrive "no alla guerra preventiva." Gli stanziamenti militari pro-capite del paese sono i minori nella regione del Golfo Persico, se prescindiamo di quelli degli Emirati Arabi Uniti.

## Comandanti

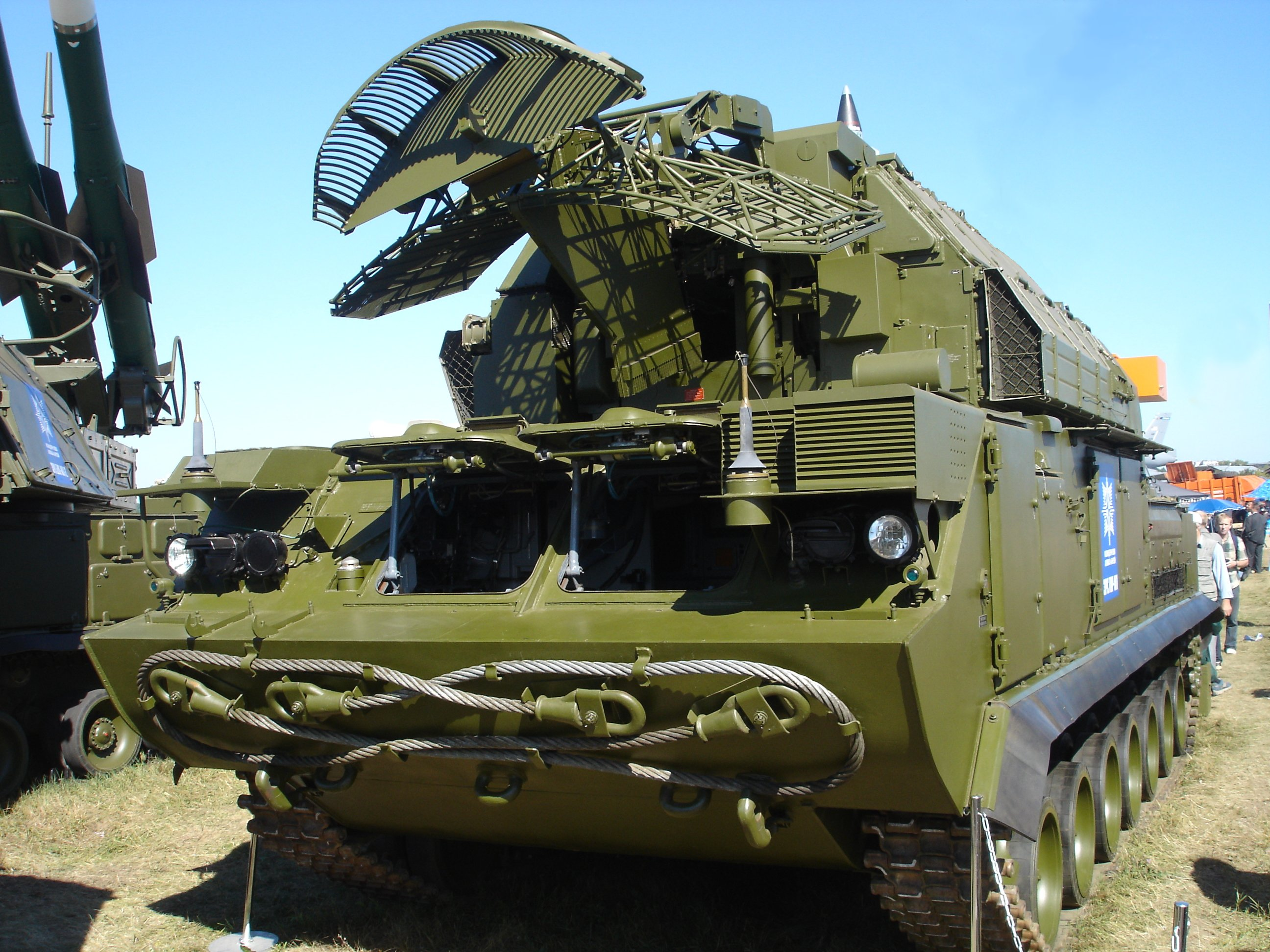
L'Iran possiede 29 sistemi di difesa aerea SA-15 Gauntlet (Tor-M1).

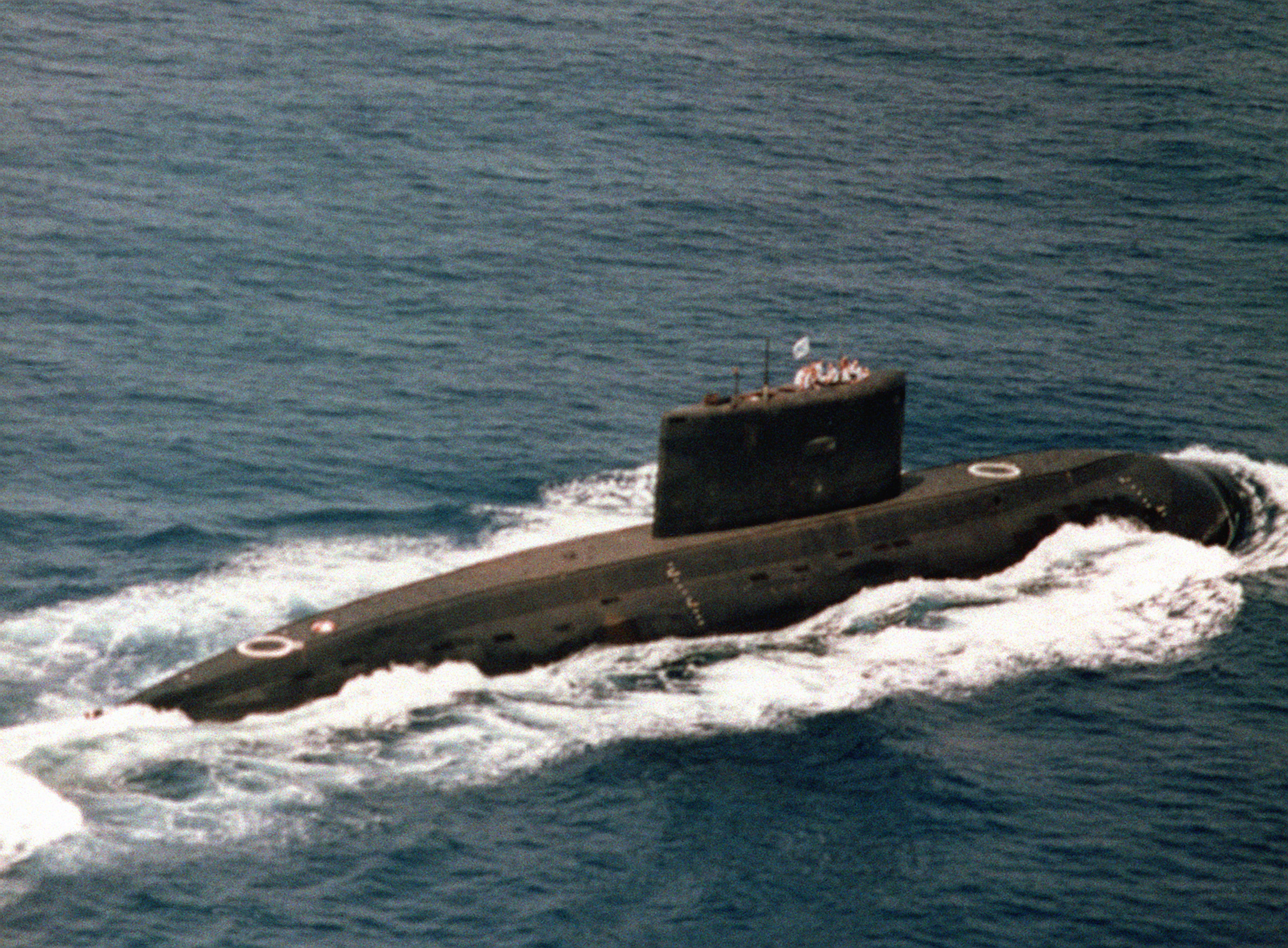
L'Iran ha 3 sommergibili della classe Kilo, che pattugliano le acque del Golfo Persico.

- ayatollah Ali Khamenei (guida suprema e comandante in capo delle forze armate, in persiano: فرمانده کل قوا)
- generale di brigata Amir Hatami (ministro della difesa)[8]
- maggior generale Abdolrahim Mousavi (capo di stato maggiore delle Forze armate, in persiano: رئیس ستاد کل نیروهای مسلح)
- generale di brigata Mohammadreza Gharaei Ashtiani (vicecapo di stato maggiore delle FFAA, in persiano: جانشین رئیس ستاد کل نیروهای مسلح)
- maggior generale Yahya Rahim Safavi (consigliere militare speciale della guida suprema della Rivoluzione Islamica)[9]
- contrammiraglio Ali Shamkhani (consigliere politico speciale della guida suprema della Rivoluzione Islamica)
- Esercito della Repubblica Islamica dell'Iran (Artesh)
  - maggior generale Abdolrahim Mousavi (comandante in capo dell'Esercito, in persiano: فرمانده کل ارتش)
  - generale di brigata Mohammad-Hossein Dadras (vicecomandante in capo dell'esercito)
  - contrammiraglio Habibollah Sayyari (vicecoordinatore generale dell'esercito [capo degli stati maggiori riuniti])
  - generale di brigata Kioumars Heydari (comandante delle Forze di terra)
  - generale di brigata Aziz Nasirzadeh (comandante della Forza aerea)[10]
  - generale di brigata Alireza Sabahifard (comandante della Difesa aerea)[11]
  - contrammiraglio Hossein Khanzadi (comandante della Marina iraniana)
- Corpo delle guardie della rivoluzione islamica
  - maggior generale Mohammad Pakpour (comandante in capo delle IRGC, in farsi: فرمانده کل سپاه پاسداران)
  - maggior generale Mohammad Pakpour  (comandante delle Forze di terra della IRGC)[12]
  - generale di brigata Seyyed Hossein Mousavi Eftekhari (comandante delle Forze aeree della IRGC)
  - contrammiraglio Alireza Tangsiri (comandante della Marina IRGC)[13]
  - generale di brigata Esmail Qaani (comandante della Forza Quds)[14]
  - generale di brigata Gholamreza Soleimani (comandante della milizia Basij)[15]
- Polizia iraniana
  - generale di brigata Hossein Ashtari (comandante in capo della Polizia iraniana, in farsi: فرمانده کل نیروی انتظامی)

## Bilancio

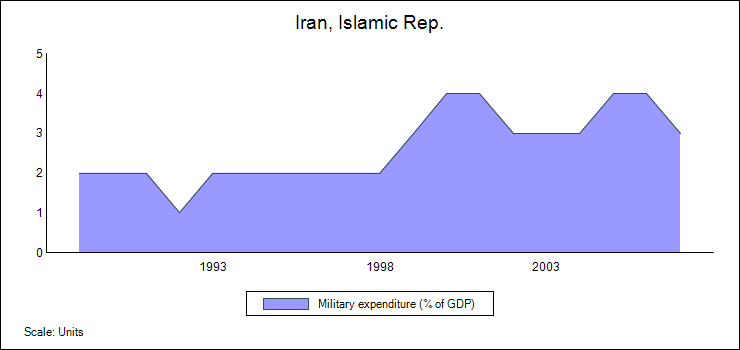
Spese militari in rapporto alla % del PIL

## Industria della difesa
Nel 1973 furono costituite la Iran Electronics Industries (IEI). La compagnia venne stabilita nel tentativo di organizzare per la prima volta l'assemblaggio, aggiornamento e riparazione delle armi importate. La Sasadjah (Sazemane Sanaye Defa) iraniana, è stata la prima struttura islamica ad aver intrapreso passi nel costituire un'industria militare autonoma servendosi di reingegnerizzazione applicata alle armi sovietiche come i razzi anticarro RPG-7, le katiuscia BM-21 "Grad", e i missili antiaerei portatili "Strela" già nel lontano 1979.
Buona parte degli armamenti iraniani sono stati importati dagli Stati Uniti e dall'Europa prima della Rivoluzione iraniana del 1979. Tra il 1971 e il 1975, lo Shah intraprese una sostenuta campagna di acquisti, ordinando armamenti per circa 8 miliardi di dollari dell'epoca soltanto dagli Stati Uniti. Questo mise in allerta il Congresso degli Stati Uniti, che nel 1976 rese più stretta una legge del 1968 che vincolava le esportazioni di armi, rinominandola "Arms Export Control Act". Gli USA continuarono a vendere enormi quantitativi di armi all'Iran, fino al 1979.
Dopo la rivoluzione islamica, l'Iran rimase fortemente isolato e in carenza di esperienza tecnologica. A causa delle sanzioni economiche e dell'embargo d'armi esercitato dagli Stati Uniti (e dai paesi della NATO), l'Iran dovette ricorrere alla propria industria per costruire armamenti e parti di ricambio (molti di fabbricazione americana) dato che vi erano pochi paesi disposti a commerciare con l'Iran. Alcuni sostengono che durante gli anni novanta Israele abbia venduto all'Iran parti di ricambio di F-14 Tomcat, velivolo che però non è mai stato in dotazione alle forze aeree israeliane,
di altri aerei (F-4 Phantom) e altri tipi di armi.
Al Corpo delle Guardie della rivoluzione islamica venne dato l'incarico di creare quello che oggi è l'industria militare iraniana. Sotto il loro comando l'industria militare si espanse enormemente, ed assieme agli enormi stanziamenti del Ministero della difesa iraniano versati all'industria missilistica, l'Iran presto accumulerà un vasto arsenale di missili.
Dal 1992, l'Iran ha cominciato a produrre i propri tank, APC, sistemi radar, missili guidati, sottomarini, navi e velivoli da combattimento.
Negli anni recenti, alcuni annunci ufficiali hanno messo in evidenza lo sviluppo di armamenti come i sistemi missilistici Fajr-3 e Fajr-5 (razzi a breve gittata), Hoot, Kowsar, Zelsal, Fateh-110 (SRBM), Shahab-3 (MRBM), Ghadr-110 (MRBM) costruiti in Iran con l'aiuto di ditte e ingegneri russi e nordcoreani, ed una varietà di velivoli robotici UAV da spionaggio, che Israele dichiara spesso impiegati contro il proprio territorio. Nel 2006 uno UAV iraniano riuscì ad individuare e ad inseguire la portaerei americana USS Ronald Reagan per 25 minuti, senza essere rilevato, ritornando poi indenne alla sua base.

## Programmi di missili balistici
Il 2 novembre del 2006, l'Iran iniziò una serie di esercitazioni militari, durate 10 giorni, che culminarono col lancio di molti missili senza testata di guerra. La televisione di stato iraniana riferì il lancio di "dozzine di missili che includevano i Shahab-2, Shahab-3 e Ghadr-110. I missili percorsero traiettorie da 300 km fino a 1 300 km. Esperti iraniani hanno apportato alcune modifiche ai missili Shahab-3, installando testate a grappolo con la capacità di portare 1 400 submunizioni." Questi lanci vennero eseguiti poco dopo gli esercizi militari eseguiti nel Golfo Persico dagli Stati Uniti ed i suoi alleati il 30 ottobre del 2006, che avevano uno scopo addestrativo per bloccare il trasporto di qualsiasi arma di distruzione di massa.
Alcuni analisti pensano che l'Iran abbia iniziato lo sviluppo di un progetto per missili ICBM/IRBM, noto come Shahab-4, con una gittata di 3000 km; il programma avviene in parallelo con lo sviluppo di un lanciatore satellitare noto come IRIS.

## Armi di distruzione di massa iraniane

### Armi nucleari
Anche se l'Iran ha firmato il Trattato di non proliferazione nucleare, il governo di Israele, basandosi su informazioni dei suoi servizi segreti, ha affermato che l'Iran sta sviluppando armi nucleari. L'Agenzia internazionale per l'energia atomica delle Nazioni Unite, nel suo rapporto del febbraio 2006 sul programma nucleare iraniano, affermò che non aveva evidenza di questo.
Nel 2007 gli Stati Uniti d'America rilasciarono un rapporto dell'intelligence che affermava che la Repubblica Islamica dell'Iran non stava sviluppando un ordigno a detonazione nucleare. L'Iran possiede impianti (da lungo tempo noti) per l'arricchimento dell'Uranio nei pressi di Natanz, ed altri recentemente scoperti nei pressi di una montagna vicina a Qom. Non è mai stata riscontrata traccia di uranio arricchito oltre il 5%, fatto che rende assai poco probabile l'utilizzo di questo elemento per armi come la bomba sporca. Questo uranio (al 5%) potrà essere utilizzato in un reattore nucleare a fissione, e soltanto dopo qualche anno, con processi di separazione chimica, si potrà estrarre il plutonio da esso trasmutato, per fabbricare vere bombe nucleari; comunque, in quei centri dell'Iran dove gli impianti di centrifugazione dell'esafluoruro di uranio sono attivamente ispezionati, si può escludere che essi vengano usati per costruire una bomba.
Nel luglio del 2008, il leader delle guardie rivoluzionarie Mohammad Ali Jafari,
affermò che avrebbero vendicato qualsiasi attacco contro le installazioni nucleari iraniane con la chiusura dello Stretto di Hormuz, attraverso il quale passa più del 20% del petrolio prodotto nel mondo. Affermò che le sue forze avrebbero usato “tattiche da blitzkrieg” nel Golfo Persico, se l'Iran venisse attaccato.

### Armi chimiche
Nel 1997 l'Iran ratifica la Convenzione Internazionale sulle armi chimiche. Sia le truppe iraniane che i civili lamentarono migliaia di decessi a causa delle armi chimiche utilizzate dall'Iraq di Saddam Hussein durante la Guerra Iran-Iraq del 1980-88. Come risultato, l'Iran ha manifestato pubblicamente la sua opposizione contro l'uso di armi chimiche, facendo numerosi commenti al vetriolo contro Hussein ed i suoi sostenitori americani dell'epoca, illustrando in molti convegni internazionali l'ampio utilizzo da parte dell'Iraq di queste armi.
Ancora oggi, più di 18 anni dopo la fine della guerra con l'Iraq, circa 30.000 iraniani stanno soffrendo e morendo a causa dei danni causati dalle armi chimiche usate dall'Iraq. La necessità di gestire la terapia di un così gran numero di vittime ha reso gli specialisti medici iraniani all'avanguardia nello sviluppo di regimi terapeutici efficaci per le vittime di armi chimiche, particolarmente per quelli affetti da lesioni causate dall'esposizione a gas mostarda.

### Armi biologiche
Nel 1973 l'Iran ratificava la Convenzione Internazionale sulle armi biologiche. Nonostante questo, l'Iran possiede avanzati programmi di ricerca microbiologici e di ingegneria genetica che servono a sostenere un'industria in grado di produrre vaccini di buona qualità che vengono utilizzati sia all'interno del paese che esportati all'estero, producendo ulteriori risorse.